# Limida
Die Limida sind eine Ordnung der Muscheln (Bivalvia), die zur Infraklasse Pteriomorphia innerhalb der Autolamellibranchiata gestellt wird. Es handelt sich um eine ausschließlich im Meer vorkommende Muschelgruppe. Die ältesten Limida sind aus dem Unteren Karbon bekannt.

## Charakterisierung
Die Gehäuse der Limida sind häufig oval und ungleichklappig. Die Schale ist ausschließlich aragonitisch mit aufgelagerten kalzitischen Lagen. Typisch ist die kleinen „Ohren“ und das Fehlen eines Byssusschlitzes. Die Schlossleiste ist reduziert und das Schloss ist zahnlos oder (pseudo-)taxodont. Das Ligament ist extern. Der vordere Schließmuskel ist reduziert, also monomyar. Der Fuß ist meist groß und kräftig. Bemerkenswert bei dieser Gruppe ist die Ausbildung von Manteltentakeln und „Augen“ am Mantelrand.

## Lebensweise
Die Limida sind ausschließlich marin lebende Muscheln, die meist an das Substrat mit Hilfe des organischen Byssus angeheftet sind. Einige rezente Vertreter können durch ruckartiges Schließen der beiden Klappen des Gehäuses Rückstoß erzeugen und dadurch über kurze Strecken frei schwimmen.

## Systematik
Die Limida bestehen aus nur einer Überfamilie: Limoidea d´Orbigny, 1846 mit der einzigen Familie Limidae d´Orbigny, 1846
Einige Beispielgattungen:
- Lima
- Limaria
- Acesta
- Limatula

Einige fossile Gattungen:
- Elimata (Perm)
- Serania (Trias)
- Tirolidia (Trias)